# آي (فرعون)
خپر خپرو رع آي (آي) Ay كان الفرعون قبل الأخير من الأسرة المصرية الثامنة عشر، وحكم لفترة وجيزة (فترة أربع سنوات من (على الأرجح 1324—1320 قبل الميلاد أو 1327—1323 قبل الميلاد، حسب التسلسل الزمني). في عهد توت عنخ آمون يكاد يكون من المؤكد أن آي واحدا من الشخصيات الرئيسية المسؤولة عن إعادة البلاد إلى عبادة آلهة المصريين بعد تجربه إخناتون مع التوحيد في وقت سابق.

## الأصول
يقال إن خپر خپرو رع آي (آي) ربما كان ابن يويا والد الملكة تِيْيِ الزوجة العظمى المفضلة لدى أمنحوتب الثالث فرعون الأسرة الثامنة عشر الشهير ووالدة أخناتون، ويعتقد بعض علماء المصريات أنه لا يوجد حتى الآن أي أدلة يمكنها أن تؤكد الصلة بين الاثنين، ولكن هذا يفترض لأن خپر خپرو رع آي (آي) من أخميم كالملكة تِيْيِ، ولأنه ورث الجزء الأكبر من ألقاب والدها يويا خلال حياته في بلاط أمنحوتب الثالث.أستلم الوزير آي مقاليد الحكم باعتباره فرعونا بعد وفاة توت عنخ آمون.

## فترة تل العمارنة
حاول أخناتون توحيد آلهة مصر القديمة بما فيها الاله أمون رع في شكل الإله الواحد أتون رغم أن هناك شكوكا في مدى نجاحه في هذا. ونقل العاصمة من طيبة إلى عاصمته الجديدة أخت أتون بالمنيا. وفيها ظهر الفن الواقعي ولاسيما في النحت والرسم وظهر أدب جديد يتميز بالأناشيد للإله الجديد آتون. أو ما يعرف حاليا بنظام تل العمارنة. وانشغل الملك إخناتون بإصلاحاته الدينية وانصرف عن السياسة الخارجية وإدارة الإمبراطورية الممتدة حتي أعالي الفرات والنوبة جنوبا. فانفصل الجزء الآسيوي منها. ولما مات خلفه سمنخ كا رع ثم أخوه توت عنخ أمون الذي ارتد عن عقيدة آتون وترك العاصمة إلى طيبة وأعلن عودة عقيدة أمون معلنا أنه توت عنخ آمون.وهدم كهنة طيبة آثار إخناتون ومدينته ومحوا اسمه من عليها.
رغم أن آي لم يأت من بيت ملكي لكنه نجح في الارتفاع من خلال التسلسل الهرمي للمجتمع المصري في اطار «هرطقة» الفرعون اخناتون. نسخة واحدة من الأحداث أن آي وزوجته (تي tey) كانا والدي الزوجة العظمى المفضلة لاخناتون نفرتيتي وبنت آخرى من بناتهم كانت زوجة حورمحب وملكة حورمحب الخلف. صيغة أخرى تشير إلى ان آي كان ابنا ليويا، فيكون أخا غير شقيق للملكة تِيْيِ، فيكون شقيق زوجة أمنحوتب الثالث وخال اخناتون. سواء كان عن اقتناع أو لإراحة باله، يبدو أن آي قد اتبع الإله الواحد أتون في ظل عهد اخناتون.

## توت عنخ آمون
توت عنخ آمون كان عمره 9 سنوات عندما أصبح فرعون مصر واسمه باللغة المصرية القديمة تعني «الصورة الحية للاله أمون»، كبير الآلهة المصرية القديمة. عاش توت عنخ آمون في فترة انتقالية في تاريخ مصر القديمة حيث أتى بعد أخناتون الذي حاول توحيد آلهة مصر القديمة في شكل الإله الواحد وتم في عهده العودة إلى عبادة آلهة مصر القديمة المتعددة.[بحاجة لمصدر] في سنة 1323 ق م أي في السنة الثالثة لحكم توت عنخ أمون الذي كان عمره 11 سنة وبتأثير من الوزير خپر خپرو رع آي رفع الحظر المفروض على عبادة الآلهة المتعددة ورجعت العاصمة إلى طيبة.[بحاجة لمصدر]

## وزير لتوت عنخ أمون
الأدلة التاريخية تشير إلى وجود وزيرين لتوت عنخ أمون أحدهما خپر خپرو رع آي (آي) والأخر كان حورمحب وهناك أدلة أثرية تؤكد انه بعد وفاة توت عنخ أمون أستلم الوزير آي مقاليد الحكم لفترة قصيرة ليحل محله الوزير الثاني حورمحب الذي تم في عهده إتلاف معظم الأدلة على فترة حكم توت عنخ أمون والوزير آي وهذا يؤكد لدى البعض نظرية المؤامرة وكون وفاة توت عنخ أمون نتيجة عملية اغتيال وليست لأسباب مرضية. هناك اعتقاد سائد أن وفاة توت عنخ أمون لم يكن لأسباب مرضية وانما قد يكون من جراء عملية اغتيال قام الوزير خپرخپرو رع آي بتدبيرها وهناك العديد من الأدلة التي يوردها المؤمنون بهذه النظرية منها على سبيل المثال زواج الوزير خپرخپرو رع آي من ارملة توت عنخ أمون

## زواج آي من أرملة توت عنخ أمون
عثر على ختم فرعوني يحمل اسم آي وعنخ إسن أمون أرملة توت عنخ آمون وأيضا يوجد رسالة بعثتها عنخ إسن أمون (أرملة توت عنخ أمون) إلى ملك الحيثيين تطلب منه إرسال أحد أبنائه لغرض الزواج بها بعد موت زوجها وقام ملك الحيثيين بارسال أحد أبناءه كي يتزوج من أرملة توت عنخ أمون ولكنه مات قبل أن يدخل أرض مصر وهناك اعتقاد أنه تم اغتياله على الأرجح بتدبير من الوزير خپرخپرو رع آي الذي فيما يبدو كان يخطط للاستيلاء على عرش مصر فقام بقتل الفرعون توت عنخ أمون وقتل عريس أرملته ولكن هذه فرضيات ولايوجد دليل قاطع لإثبات كل هذه النظريات.